# Dictionnaire universel de la langue française (Boiste)
Der Dictionnaire universel de la langue française von Pierre-Claude Boiste war eines der erfolgreichsten enzyklopädischen Wörterbücher der französischen Sprache. Es erschien von 1800 bis 1866 in 15 Auflagen.

## Auflagen
(1) 1800. (2) 1803. (3) 1808. (4) 1812. (5) 1819. (6) 1823. (7) 1828. (8) 1834. (9) 1839. (10) 1841. (11) 1843. (12) 1847. (13) 1851. (14) 1857. (15) 1866.

## Beschreibung der zweiten Auflage von 1803
Boiste verwirklicht das totalisierende Programm eines «Corps complet de la langue française» einschließlich «Encyclopédie portative» auf 571 Seiten mittels äußerster Gedrängtheit des Textes und extremer Platzausnutzung. Alain Rey spricht von unglaublich eng gesetzten Spalten, von einem Rekord an Gedrängtheit und einem Wunder an Platzersparnis (colonnes incroyablement serrées, record de concision, prodige d’économie). Das eigentliche Wörterbuch A–Z (auf 418 Seiten) ist dreispaltig, setzt zur Kurzdefinition sporadisch lateinische Äquivalente hinzu (nach dem lateinischen Wörterbuch von Nicolas Lallemant, 1683–1764), wenn zum Beweis nötig auch Beleghinweise durch Nennung von Autoren, und listet fachliche Zusammensetzungen mit knappster Erklärung in großer Zahl.
Angeschlossen sind: eine vergleichende Synonymik von mehr als 1.000 Synonymengruppen auf 24 Seiten und ein Schwierigkeitenwörterbuch von 17 Seiten, ein zehnspaltiges (!) Reimwörterbuch auf 40 Seiten mit rund 35.000 Einträgen, eine Verslehre von 15 Seiten, eine Interpunktions- und Großschreibungslehre von 6 Seiten, eine dreispaltige Homonymenliste von 2 Seiten, Konjugationstafeln auf 8 Seiten, ein sechspaltiges Mythologielexikon von 11 Seiten, ein sechsspaltiges Lexikon berühmter Personen auf 18 Seiten und ein fünfspaltiges Lexikon von rund 15.000 geographischen Namen auf 40 Seiten. Dort findet man zum Beispiel die drei Eifelorte Prüm (Prum), Gerolstein (Gerolsteim) und Daun (Dauhn) samt Lage (Gerolsteim, b. [bourg] canton. Sarre). Der Eintragsreichtum garantierte den Verkaufserfolg.

## Die Mitwirkung von Charles Nodier
Boiste starb 1824. Schon für die sechste Auflage von 1823 hatte er in Charles Nodier die lebende Ikone der französischen Romantik als Herausgeber gewinnen können. Nodier war von dem totalisierenden Programm fasziniert, baute es weiter aus und gab ihm ab der siebten Auflage von 1828 den Untertitel „Pan-Lexique“ (Totallexikon). Ab der achten Auflage von 1834 legte er Wert auf Korrektur des überhandnehmenden Reichtums, der zum Wust geworden war, und rechtfertigte sich in einem bemerkenswerten Vorwort für seine Teilnahme an einem so unvollkommenen aber gleichzeitig unersetzlichen Werk.

## Beschreibung der 13. Auflage von 1851
Die 13. Auflage nennt als Herausgeber Nodier und Louis Barré. Sie druckt Nodiers Vorwort zur achten Auflage ab und setzt dem Wörterbuch eine ausführliche Gebrauchsanweisung voran, die als bemerkenswerter früher metalexikografischer Text gelten kann. Das Wörterbuch A–Z hat nun 756 Seiten. Die Anhänge sind durchgezählt und machen 241 Seiten aus. Gegenüber der zweiten Auflage ist eine 44-seitige Nomenklatur der Biologie und Medizin hinzugekommen, ferner ein Index der nicht alphabetisch auffindbaren Synonyme. Insgesamt ist die Anlage des Wörterbuchs nicht wesentlich verändert. Die Überarbeitung hat viele veraltete Informationen stehenlassen. So wird Gerolstein zwar jetzt korrekt geschrieben, aber immer noch als zum Kanton „Sarre“ gehörig angegeben.

## Würdigung
Boistes enzyklopädisches Wörterbuch ist ein extremes Beispiel für Informationsverdichtung auf Papier. Sein Wörterbuch gab mehreren in der Französischen Revolution und im napoleonischen Kaiserreich emporgekommenen Generationen die Illusion, die fehlende Bildung in einem Band mit sich herumtragen zu können. Das von Nodier geförderte, aber später für seinen inhaltlichen Gigantismus verlachte Wörterbuch darf als lexikografisches Meisterwerk seiner Zeit gelten und verdient intensivere Forschung.